# Lomatium insulare
Lomatium insulare là một loài thực vật có hoa trong họ Hoa tán. Loài này được (Eastw.) Munz mô tả khoa học đầu tiên năm 1935.

## Hình ảnh

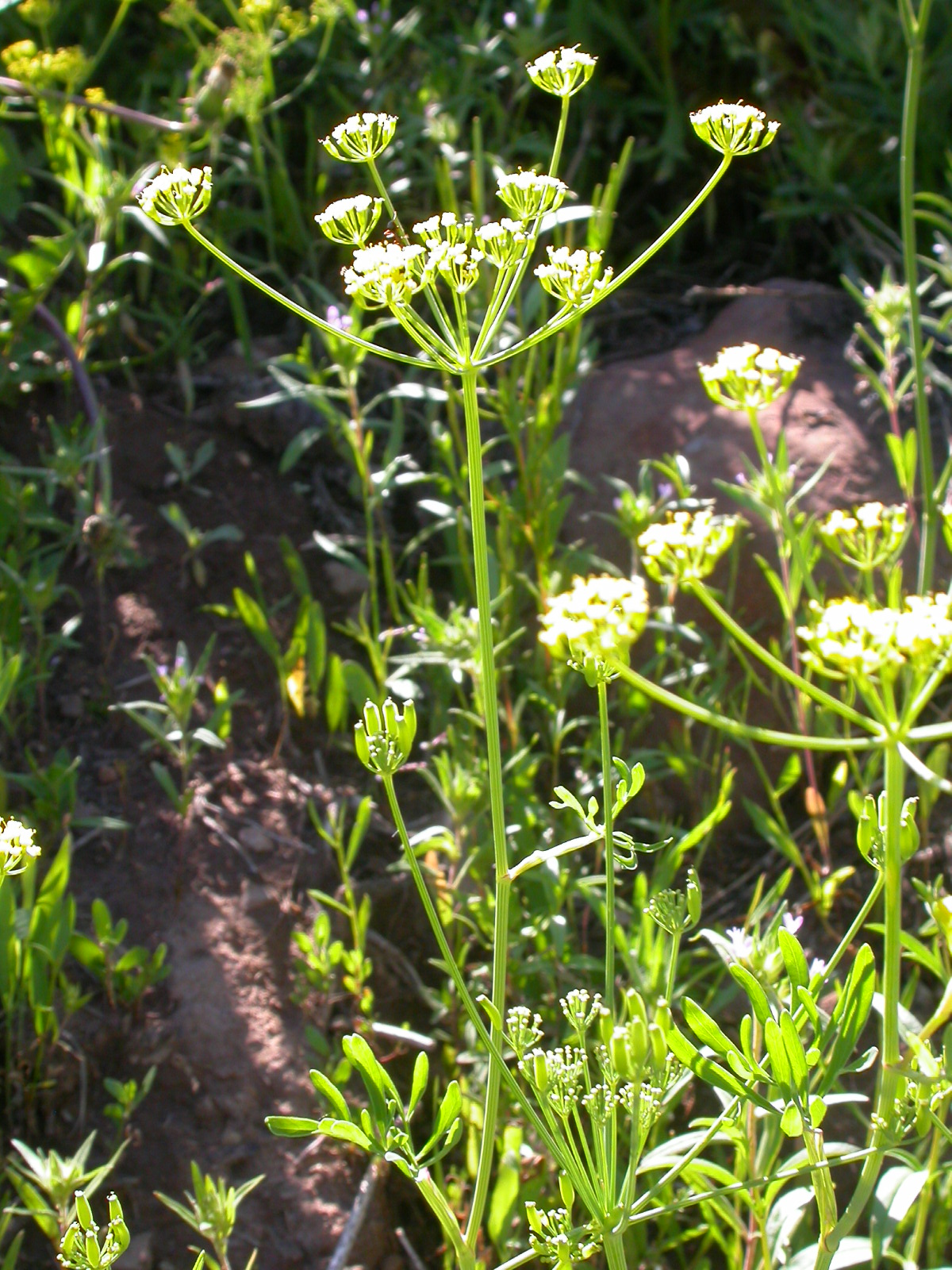
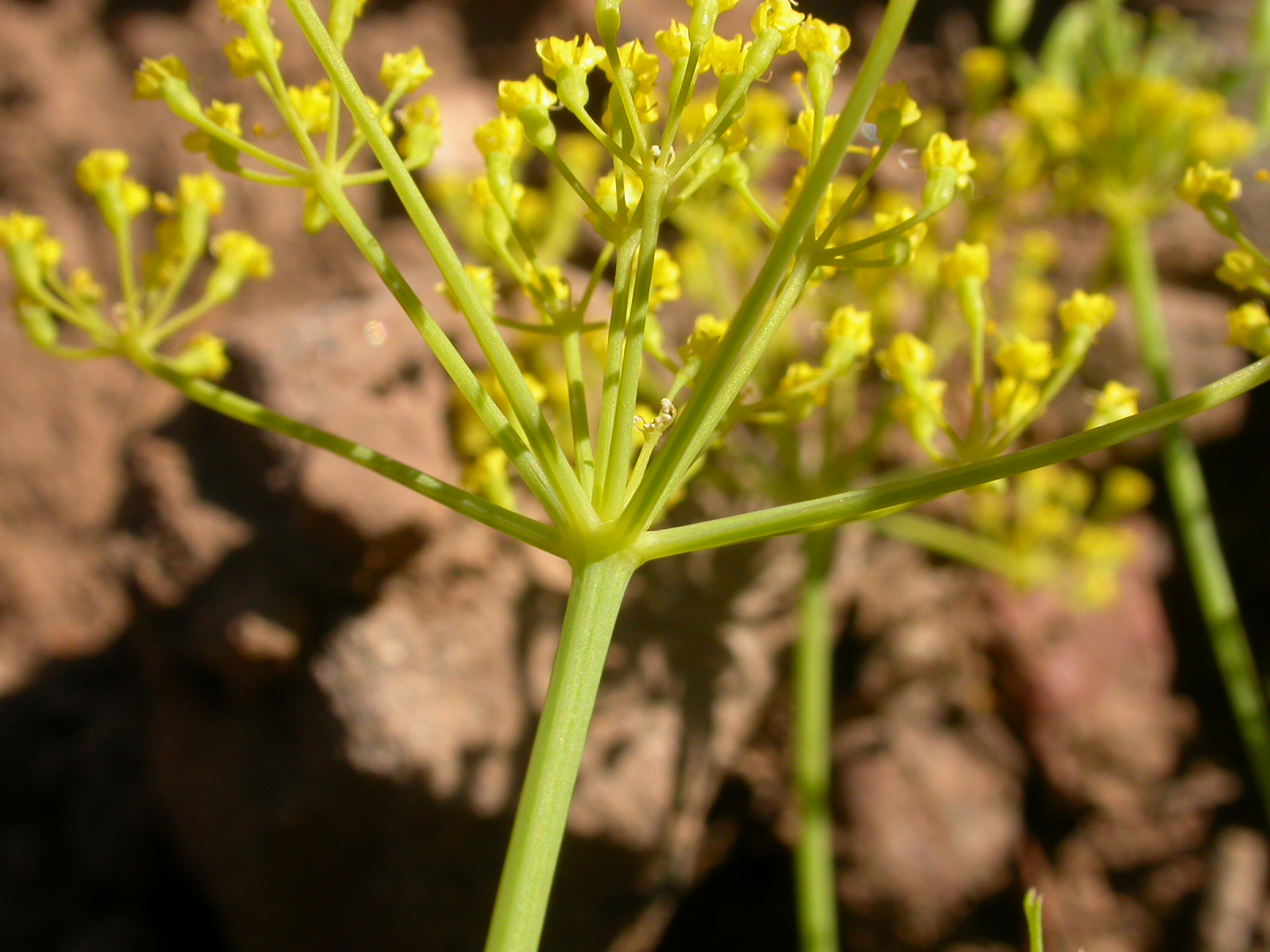
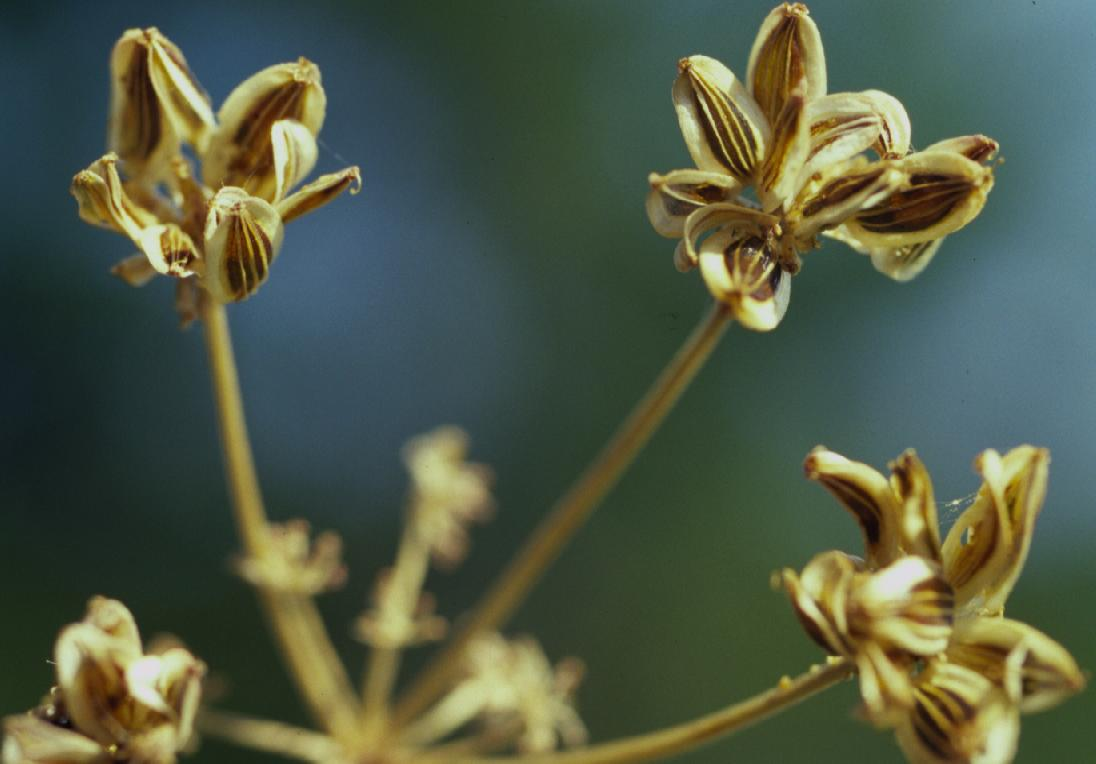
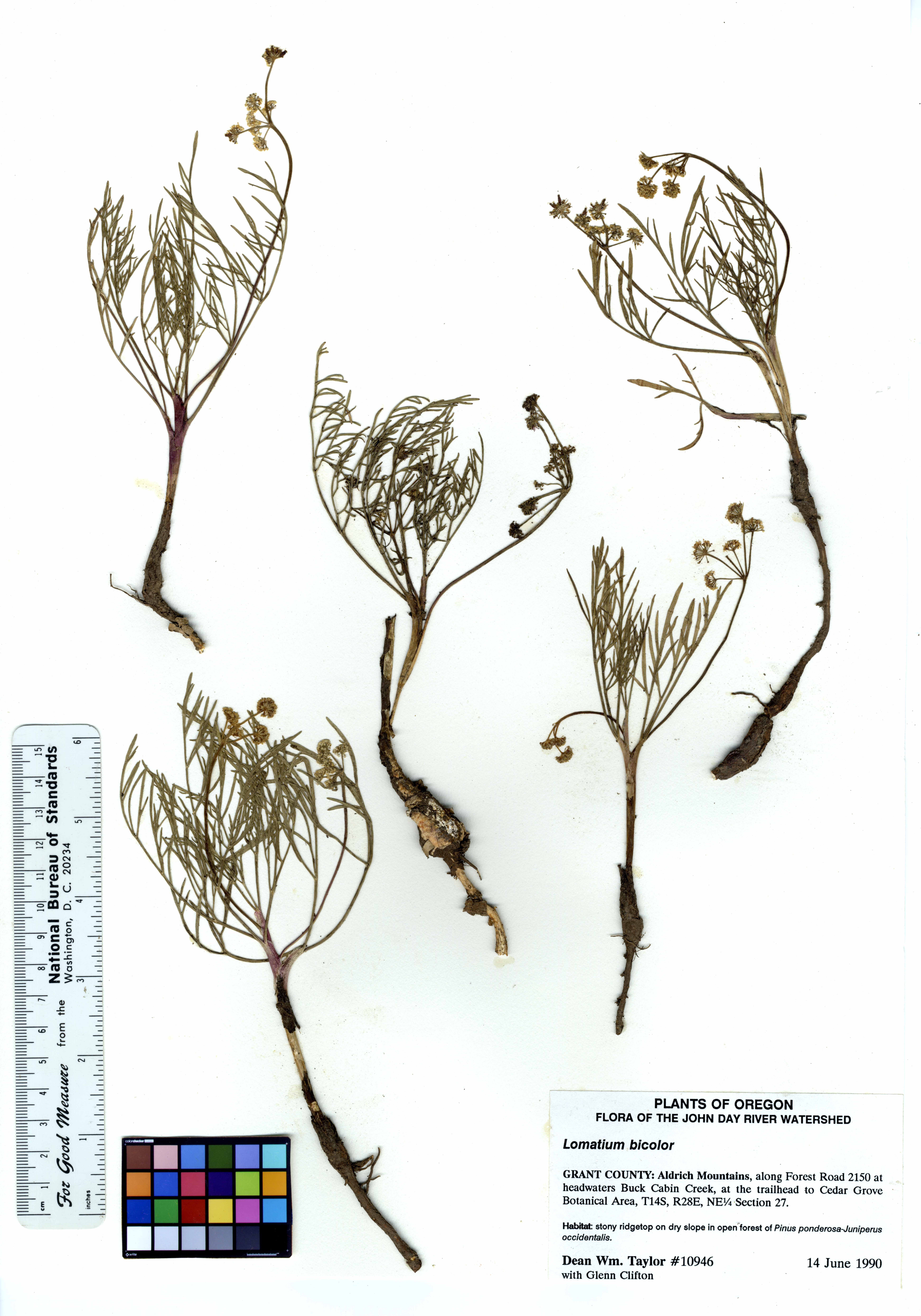